# 堂本光一
堂本光一（日语：／ Dōmoto Kōichi，1979年1月1日—），日本男歌手、演員，兵庫縣蘆屋市出身。綽號「51」（「光一」與日文讀音5「ご」1「いち」相似）。所屬經紀公司為傑尼斯事務所。1991年進入事務所，後與堂本剛於1993年組成小傑尼斯組合KinKi Kids，同組合於1997年正式出道。虽與堂本刚同姓，但兩人並无血缘关系。

## 概要
在小學生6年級的時候，身為少年隊歌迷的姐姐擅自將他的履歷寄到傑尼斯事務所，結果由社長喜多川Johnny先生親自打電話通知錄取。事務所安排下，1991年5月5日在光GENJI的演唱會上初次遇見現在的搭檔堂本剛，1993年兩人正式以「KinKi Kids」名義活動。1997年7月21日同時發行單曲『玻璃少年』及專輯『A album』正式出道。自此，從這張出道單曲直至最新單曲『the story of us』為止，連續46張單曲於發售當週即登上Oricon銷量榜第一位，而這項紀錄於2000年被金氏世界紀錄所承認，現在仍然不斷更新中。

### 電視劇
1995年出演話題電視劇《沒有家的女孩2》。2002年出演電視劇《遙控刑警》獲日劇學院賞最佳男配角獎，為該劇創作的主題曲「solitude～真實的告別～」亦獲最佳主題曲獎。

### 主持
1999年獨自主持日本電視台綜藝節目『Pikaichi』，在「資格取得☆Pikaichi」單元中挑戰多種不同考試並取得「締固用機械資格」、「國內A級汽車執照」、「一級小型船舶操縱士」、「小規模鍋爐使用者資格」、「小型鏟車（一噸以下）」、「大型特殊執照」及「手打蕎麥麵名人」等20項專業資格。取得的資格詳情請參閱
頁底

### 舞台
SHOCK系列

2000年初次以座長身分參與音樂舞台劇『SHOCK』，因好評如潮，至今已成為帝國劇場每年的慣例。在擔任SHOCK座長前，亦曾參與名為MASK及Another的舞台劇。雖然2000至2004年間的SHOCK是再度公演，但每回演出內容都會作修改。2005年，SHOCK正式定名為『Endless SHOCK』，並親自將內容大綱作出大幅度改變。原2006年應結束此劇目，但因新內容廣受好評，且眾多劇迷表示還未有幸觀賞到此劇，因此2007年宣布，只要有人繼續支持，便會如劇名那樣——永不停止。這部被譽為一票難求的舞台劇已成為帝國劇場的年度盛事，百老滙曾邀此劇到美國演出，但基於各種原因而被事務所婉拒。
『Endless SHOCK』於2008年1月6日首場演出達成500場公演，以7年2個月的時間寫下帝國劇場有史以來「單獨藝人主演舞台劇最快達到500場」的紀錄。同年4月，該劇的舞台成果受到第33屆『菊田一夫演劇賞』肯定，獲頒最高榮譽『演劇大賞』，是傑尼斯藝人首度獲此殊榮。2009年3月刷新23年來的紀錄，成為帝國劇場史上「公演場次最多」的個人主演舞台劇。2013年3月21日，創下日本劇場史上最快達成1000場單人主演的紀錄；2014年10月31日，累計達到「1214場公演」，刷新日本單人主演舞台劇的場次紀錄，成為日本第一名紀錄保持人。2019年3月31日在帝國劇場達成第1700場公演，總動員人數約306萬人。2020年4月，『SHOCK』系列公演20年的功績受到認同，41歲的堂本光一以個人名義獲頒45屆『菊田一夫演劇賞』最高榮譽『演劇大賞』，成為此獎項最年少得獎者。
2024年，SHOCK系列宣佈將隨著帝國劇場休館而結束。同年5月9日，累計達到2018場公演，成為日本史上單獨主演舞台公演的第一名，刷新了森光子過去在《放浪記》中所創造的記錄。最後一場公演在2024年11月29日完成，上演24年以來合共2128場公演。
KNIGHTS' TALE

2018年首次主演傑尼斯外部的音樂劇，與井上芳雄共同出演原創音樂劇「KNIGHTS' TALE -騎士物語-」。該劇為導演和編劇John Caird在Giovanni Boccaccioc的「Teseida」、Geoffrey Chaucer的「The Knight's Tale (The Canterbury Tales)」、莎士比亞和約翰·弗萊切共著的「The Two NobleKinsmen」這三部作品基礎上創作的一部全新音樂劇。使光一成爲帝國劇場歷史上，繼森繁久彌、松本白鸚、市村正親後，第四位一年在帝國劇場主演4個月者。

### 配音及音樂創作
2006年光一於富士電視台之動畫『獸王星』（樹夏實原著）中，為年青時期的主角特爾配音，並為動畫主題曲『Deep in your heart』譜曲，同年7月12日發行個人首張創作單曲『Deep in your heart/+ MILLION but - LOVE』，為KinKi Kids團體身份外，正式以個人歌手身份出道。他亦替所屬團體KinKi Kids寫過不少樂曲，如「越來越喜歡　越來越愛」、「愛的聚合物」、「solitude～真實的告別～」、「Family ～讓我們在一起」、及「Topaz Love」單曲收錄曲等。他亦曾提供過樂曲給事務所後輩團體或個人，如NEWS的Private Hearts、瀧澤秀明的Dream Boy、KAT-TUN的Change等。

### 興趣
光一個人對F1的知識非常詳細深入。其本人表示，因年幼時很喜歡一位住在附近，當時當過F1車手的哥哥，令他開始對F1著迷。他曾於2005年9月私底下到比利時觀看比利時大奬賽。他亦曾在2006年10月《東京中日體育》報章上表示，實際上「只喜歡在銀幕上觀看賽事整體的流程」，並不喜歡親身在觀看台上觀戰。其曾參與評述而與日本著名F1賽事評述員川井一仁相熟。從2006年開始更在賽車雜誌《GRAND PRIX SPECIAL》（Sony Magazines）開始連載《F1贊歌》。
光一是SQUARE ENIX公司旗下Final Fantasy系列狂迷，過去曾經持續遊玩《Final Fantasy XI》七年以上，累積遊戲時間高達九百天以上。這件事在SQUARE ENIX公司內部也很有名，因此促成堂本光一 × SQUARE ENIX V Short Movie （页面存档备份，存于）企畫立案，SQUARE ENIX旗下的影像工作室部門以及音效部門參與了堂本光一2021年發售的個人專輯「PLAYFUL」之影片製作以及作曲工作。
光一本人是電影《哈利波特》系列的支持者，擔任主角哈利波特的演員丹尼爾·雷德克里夫來日本宣傳《哈利波特:消失的密室》時到尊尼事务所拜訪，對事務所感興趣的丹尼爾·雷德克里夫到帝国剧场探正在演出舞台剧《SHOCK》的光一班。

### 王子
由於長相俊朗，經常被人稱為「王子」，亦曾被及川光博說過「日本的王子就只有你一個！」光一本人則謙稱「王子」外號是從及川光博接掌而來，惟現在媒體仍不時以「王子」稱呼他。在KinKi Kids主持之『堂本兄弟』節目中有一段小插曲，嘉賓及川光博問他「喂，有好好做王子嗎？」因為搞笑的舉動而被及川宣佈了兩次「失去王子資格！」（不過亦有說因及川講過「下次是最後機會喔」一句話，所以還不可以說是已經判他失去資格）。2011年前往韓國出席音樂節目『M! Countdown』時，節目以"Asian Lovely Prince"介紹光一。
2021年7月25日，堂本光一在橫濱Arena個人演唱會上，公佈開設個人官方Instagram帳號。

## 參與組合
- KinKi Kids
- J-FRIENDS
- 傑尼斯事務所內的藝人同好會：
  - 傑尼斯棒球隊
  - NO BORDER
  - 安達露西亞組

## 音樂活動
※有關以KinKi Kids身份之活動，請參考有關項目。

### 單曲
1. Deep in your heart/+ MILLION but - LOVE（2006年7月12日）
2. No more（2008年4月30日）米壽司名義/電影「壽司王子！ 銀幕版」主題曲
3. 妖 ～Ayakashi～（2009年7月29日）
4. INTERACTIONAL / SHOW ME UR MONSTER（2015年6月10日）DVD/Blu-ray Disc影像式單曲

### 專輯
原創專輯
1. mirror（2006年9月13日）
2. BPM（2010年9月1日）
3. Gravity（2012年10月3日）
4. Spiral（2015年7月8日）
5. PLAYFUL（2021年6月2日）

原聲專輯
1. KOICHI DOMOTO Endless SHOCK Original Sound Track（2006年1月11日）
2. KOICHI DOMOTO Endless SHOCK Original Sound Track 2（2017年4月19日）

### 影碟
1. KOICHI DOMOTO SHOCK DIGEST （2002年6月19日）
2. Koichi Domoto SHOCK （2003年1月16日）
3. KOICHI DOMOTO LIVE TOUR 2004 1/2 （2004年10月14日）
4. KOICHI DOMOTO Endless SHOCK （2006年2月15日）
5. KOICHI DOMOTO CONCERT TOUR 2006　mirror ～The Music Mirrors My Feeling～ （2007年5月16日）
6. Endless SHOCK 2008（2008年10月29日）
7. KOICHI DOMOTO CONCERT TOUR 2010 BPM（2011年3月9日）
8. Document of Endless Shock2012-明日の舞台へ-(2013年2月6日)
9. KOICHI DOMOTO CONCERT TOUR 2012 Gravity (2013年7月3日)(收錄2012年10月8日橫濱Arena公演)
10. Endless SHOCK 2012（2013年9月18日）
11. Endless SHOCK 1000th Performance Anniversary（2014年9月17日)
12. KOICHI DOMOTO CONCERT TOUR 2015 Spiral (2016年5月11日)(收錄2015年8月1日橫濱Arena公演)
13. Endless SHOCK 20th Anniversary（2021年11月3日)

### 演唱會
- KOICHI DOMOTO LIVE TOUR 2004 1/2
2004年3月29日～5月5日 （6個場地16日間27場演出30万4千人動員）
北海道立綜合體育中心／仙台市體育館／橫濱Arena／大阪城Hall／廣島Green Arena／Marine messe福岡
- KOICHI DOMOTO CONCERT TOUR 2006 "mirror" ～The Music Mirrors My Feeling～
2006年9月13日～10月30日 （7個場地19日間27場演出（其後加開3場）33万人動員）
真駒內Ice Arena／Grandy 21・宮城縣綜合體育館／橫濱Arena／Sundome福井／名古屋Rainbow Hall／大阪城Hall／Marine messe福岡
9月17日下午6時的福岡場次因受颱風影響，延至10月3日下午6時30分再開。
- KOICHI DOMOTO CONCERT TOUR 2009 "Best Performance and Music"
2009年8月15日～10月12日 （5個場地15場演出，其後追加10埸．共25埸）
Marine messe福岡／名古屋Rainbow Hall／大阪城Hall／橫濱Arena／北海道立綜合體育中心
- KOICHI DOMOTO CONCERT TOUR 2010 "BPM"
2010年9月11日～11月14日 （9個場地25場演出，其後追加3埸．共28埸）
沖繩會議中心展示場／北海道立綜合體育中心／大阪城Hall／Marine messe福岡／橫濱Arena／名古屋Rainbow Hall／仙台市體育館／大分 convention hall／神戶世界紀念Hall
- KOICHI DOMOTO 2011 BPM　韓國・台北公演
2011年9月9日〜10月2日 (2個場地6場演出)
-韓国・首爾 奧林匹克公園 (2011年9月9日(加場)，9月10日下午(加場)，9月10日晚上)
-台湾・台北 南港101 (2011年9月30日(加場),10月1日-2日)
- KOICHI DOMOTO 2012 "Gravity"
2012年9月23日～12月16日 (8個場地17場演出，其後取消2場並加開3場，共18場)
北海道立綜合體育中心／神戶世界紀念Hall／橫濱Arena／長野Big Hat／宮城縣綜合體育館／名古屋Rainbow Hall／石川縣產業展示館 4號館／Marine messe福岡／大阪城Hall
9月30日的神戶場次因颱風影響，改為12月16日在大阪城Hall的替代公演
- KOICHI DOMOTO LIVE TOUR 2015 Spiral
2015年7月12日～8月21日 （5個場地12場演出）
北海道立綜合體育中心／大阪城Hall／橫濱Arena／Marine messe福岡／名古屋Rainbow Hall
- KOICHI DOMOTO LIVE TOUR 2021 PLAYFUL
2021年6月20日～8月12日（5個場地場演出）
真駒內Ice Arena／名古屋市綜合體育館／橫濱Arena／大阪城Hall／Marine messe福岡
於8/12進行首次個人演唱會之線上付費直播

## 演出作品
※此處僅列堂本光一演出作品，有關以KinKi Kids身份之演出，請參考有關項目。

### 綜藝節目
- 超人躲避球傳說（關西電視台：1994年10月17日至1994年12月12日）
- 父親老爸！女兒交給你了（富士電視台：1997年4月25日至1997年9月26日）
- Pikaichi〈ピカイチ〉（日本電視台：1999年10月3日至2001年9月30日）
- Pop Jam（NHK：2000年4月1日至2002年2月18日）
- Japan☆Walker（日本電視台：2001年10月7日至2002年3月31日）
- 世代密林～Generation Jungle～（日本電視台：2002年4月7日至2002年9月29日）
- 世代學園！（日本電視台：2002年10月6日至2003年3月30日）
- 遊ワク☆遊ビパ（日本電視台：2003年4月6日至2004年3月28日）
- 世代學園！！（日本電視台:2004年4月24日至2005年3月26日）※現為不定期放送之特別節目
- 視聴者限定TV堂本光一のみちゃだめ!!（朝日電視台：2005年5月28日）
- 視聴者限定TV堂本光一のみちゃだめⅡ!!（朝日電視台：2005年10月1日）
- 堂本光一所長presentsアンラッキー研究所（日本電視台：2008年10月25日）
- 堂本光一PRESENTS　死ぬまでに知りたい10の事～知神(しりがみ)さまのギモン評議会（日本電視台：2008年11月1日）
- 堂本光一のアンラッキー研究所 笑える不幸話バトル!絶句SP（日本電視台：2009年1月14日）
- 堂本光一のアンラッキー研究所（日本電視台：2009年9月26日）
- 堂本光一のアンラッキー研究所（日本電視台：2010年4月5日）
- 堂本光一　すべてはステージのために～究極のエンターテインメント『SHOCK』～(NHK綜合頻道：2010年8月18日)
- 堂本光一のアンラッキー研究所（日本電視台：2011年1月4日）
- きん☆すた（NHK綜合頻道(九州沖繩地區)：2011年11月4日）

### 電視劇
- 愛難以成眠（日本電視台：1993年1月28日）- 池田浩一
- 人間·失格 （東京放送：1994年7月8日至9月23日）- 影山留加
- 沒有家的女孩2（日本電視台：1995年4月15日至1995年7月8日）- 牧村晴海
- 星期四之怪談「Mario」（富士電視台：1995年11月2日）- 毬夫
- 星期五之娛樂「火焰料理人」（富士電視台：1995年12月1日）- 周富徳
- '96爸爸回家了（朝日電視台：1996年1月4日）- 福原光太郎
- 銀狼怪奇檔案～擁有兩種頭腦的少年～（日本電視台：1996年1月13日至1996年3月16日）- 不破耕助・銀狼
- 新星期四之怪談「Cyborg」（富士電視台：1996年10月17日至1996年11月21日）- 戒堂晃
- 24小時電視特備劇－所謂勇氣之事（日本電視台：1997年8月23日）- 田村和夫
- 艷姿！光三郎七變化（關西電視台：1997年10月2日）- 浪速屋光三郎
- 我們的勇氣～未滿都市～（日本電視台：1997年10月18日至12月20日）
- 青春時代（東京放送：1998年7月3日至9月11日）
- 合弦～為愛走天涯～（日本電視台：1998年7月11日至1998年9月12日）- 東野秀行
- P.S.我很好，俊平（東京放送：1999年6月24日至1999年9月16日）- 加地俊平
- 天使消失的街道（日本電視台：2000年4月12日至2000年6月29日）- 高野達郎
- 菜鳥刑警（關西電視台：2001年4月10日至2001年6月26日）- 愛田誠
- 遙控刑警（日本電視台：2002年10月12日至2002年12月14日）- 冰室光三郎
- 世界奇妙物語2006秋季特別篇「昨日公園」（富士電視台：2006年10月2日）- 陽介
- 壽司王子！（朝日電視台：2007年7月27日至2007年9月14日）- 米壽司
- 天才偵探御手洗〜難解事件檔案「折傘的女人」〜（富士電視台：2015年3月7日）- 石岡和己
- 陰陽師（朝日電視台：2015年9月13日）- 源博雅
- 我們的勇氣～未滿都市～SP（日本電視台：2017年7月21日）

### 電影
- 無家可歸的小孩（1994年12月17日上映）- 堀口稔
- 銀幕版 壽司王子！～前進紐約～（2008年4月19日上映）- 米壽司 - 首次單獨主演
- Endless SHOCK（2021年2月1日上映）- KOICHI - 主演（兼任製作・構成・導演）

### 舞台劇（音樂劇）
- ANOTHER（1993年8月6日至8月24日）
- 劇場改建落成特別演出 Johnny's Fantasy 「kyo to kyo」（1997年8月9日至8月15日）共23場
- SHOW劇'99 MASK（1999年1月6日至1月31日）※座長公演
- MILLENNIUM SHOCK（2000年11月2日至11月26日）共38場
- SHOW劇・SHOCK（2001年12月1日至12月25日，2002年1月3日至1月27日）共76場
- SHOW劇・SHOCK（2002年6月4日至6月28日）共38場
- SHOCK is Real SHOCK（2003年1月8日至2月25日）共76場
- Shocking SHOCK（2004年2月6日至2月29日）共38場
- Endless SHOCK（2005年1月8日至2月28日）共76場
- Endless SHOCK（2006年2月6日至3月29日）共76場
- Endless SHOCK（2007年1月6日至2月28日）共81場
- Endless SHOCK（2008年1月6日至2月26日）共76場
- Endless SHOCK（2009年2月5日至3月30日）共76場
- Endless SHOCK（2010年2月14日至7月31日）共100場
- 七人の侍 （2010年11月20日至11月21日）共4場
- Endless SHOCK（2011年2月5日至3月31日）共76場(因311日本東北大地震於3月14日停止所有演出）
- Endless SHOCK（2012年1月7日至4月30日）1/7~1/31 博多座 共34場，2/8~4/30　帝國劇場 共105場
- Endless SHOCK（2013年2月4日至3月31日）帝國劇場 共76場，（2013年4月8日至4月30日）博多座 共29場，（2013年9月2日至9月29日）大阪梅田藝術劇場 共35場
  - 於2013年3月21日公演達到第一千回表演的成就，為單獨主演舞台劇中第4位完成此創舉的人。並從2000年開始至今，總共花了12年5個月的時間，成為史上最快達成千回的人。
  - 根據東寶劇場統計，至千回前光一所斬殺敵人數量為4萬人，每場由22個階梯滾落來算，共滾了1萬9492個階梯，4288公尺的紀錄
- Endless SHOCK（2014年2月4日至3月31日）共76場，（2014年9月8日至9月30日）大阪梅田藝術劇場 共30場，（2014年10月8日至10月31日）博多座 共30場
- Endless SHOCK（2015年2月3日至3月31日）共75場。2015/03/19 午場表演時約15時50分，舞台上重達800公斤的LED燈顯示器意外倒塌，壓傷台上6名舞者，午場及晚場演出緊急喊卡。     2015/03/20 宣布正常公演。（2015年9月8日至9月30日）大阪梅田藝術劇場 共30場，（2015年10月7日至10月31日）博多座 共30場。
- Endless SHOCK（2016年2月4日至3月31日）共75場
- Endless SHOCK（2017年2月1日至3月31日）共78場[3月31日完成第1500回]，（2017年9月8日至9月30日）大阪梅田藝術劇場 共30場，（2017年10月8日至10月31日）博多座 共30場
- Endless SHOCK（2018年2月4日至3月31日）共70場
- KNIGHTS' TALE -騎士物語-（2018年7月25日至26日）帝國劇場 試演，共2場。（2018年7月27日至8月29日）帝國劇場 共43場。（2018年9月18至10月15）大阪梅田藝術劇場 共33場。
- Endless SHOCK（2019年2月4日至3月31日）共70場[3月31日完成第1700回]，(2019年9月11日至10月5日) 大阪梅田藝術劇場 共31場
- Endless SHOCK 20th Anniversary（2020年2月4日至3月31日）帝國劇場 共71場（因新型冠狀病毒疫情2月28日之後的演出全部取消）
- Endless SHOCK -Eternal-（2020年9月15日至10月12日）大阪梅田藝術劇場 共31場
- Endless SHOCK -Eternal-（2021年2月4日至3月31日）共60場[2月13日完成第1800回]
- KNIGHTS' TALE -騎士物語-（2021年9月7日至9月30日）大阪梅田藝術劇場 共31場，因開演前有工作人員確診新型冠狀病毒，9月7日至9月12日的8場公演取消，初日延至9月13日。（2021年10月6日至11月7日）帝國劇場 共42場，（2021年11月13日至11月29日）博多座 共24場
- Endless SHOCK -Eternal-（2022年4月10日至5月31日）帝國劇場 [5月31日完成第1900回]
- Endless SHOCK（2022年9月5日至10月2日）博多座
- Endless SHOCK, Endless SHOCK -Eternal- （2023年4月9日至5月31日）帝國劇場 本篇與外篇同時上演
- 音樂劇·巧克力冒險工廠（2023年10月9日至31日）帝国劇場，（2024年1月4日至15日）博多座，（1月27日至2月4日）大阪節慶音樂廳
- Endless SHOCK, Endless SHOCK -Eternal-（2024年4月11日至5月31日）帝國劇場 本篇與外篇同時上演[4月22日完成第2000回]
- Endless SHOCK（2024年7月26日至8月18日）大阪梅田藝術劇場，（2024年9月1日至9月29日）博多座，（2024年11月8日至11月29日）帝國劇場[11月29日完成2128回]
- KNIGHTS' TALE -騎士物語- ARENA LIVE（2025年8月2日至10日）東京花園劇院 共12場

### 配音
- 獸王星（富士電視台：2006年4月13日至6月22日）- 特爾（青年期）
- 蠟筆小新（朝日電視台：2008年4月25日）- 堂本光一、米壽司

### 電視廣告
- Benesse補習社（1995年12月至1997年3月）
  - 進研Zemi・大學進學講座（與寶生舞共演）
  - 進研Zemi・高1講座
- Panasonic（1997年至1999年12月）
  - PHS携帯電話
- 好侍食品 House Foods
  - 佛蒙特咖哩（1998年12月至1999年1月）
  - Cup Stew（2007年9月15日 - ）
- 武田製藥（2000年5月至2001年4月）
- 森永製果（2000年9月 - ）
  - DARS（2000年9月至2007年8月）
  - Choco Monaka Jumbo（2001年4月 - ）
- NTT DoCoMo 關西（2001年11月至2003年6月）
- UC信用卡（2002年4月至2004年）
- 可口可樂（2003年3月至2003年7月）
  - 東山紀之・井之原快彥共演篇
  - 東山紀之・岡田准一・山下智久共演篇
- 三得利飲品 Suntory・DAKARA（2005年6月）
- 朝日飲料 Asahi・十六茶（2007年2月 - ）
- BABY STAR
  - ｢ベビースター シリーズ｣｢おやつコロッケ｣
- サッポロビールSAPPORO Breweries
  - ｢麦とホップ｣
- [第一三共ヘルスケア]PROGRE（2015年7月-）
- BIJOUDE Pour toujour(2017年6月-)
- D.U.O 『ザ クレンジングバーム』洗卸產品 (2018年9月-）

## 文章．出版物

### 連載
- F1方程式大賽特集 GRAND PRIX SPECIAL（Sony Magazines）

「F1贊歌」（2006年2月号 - 2016年1月号）
- 東京中日體育報

「光速Corner」（2007年 - 2012年12月1日、2017年 - ）
- ぴあ『ススめる!ぴあ』

「Endless Days 〜堂本光一のオワラナイ日々〜」（2010年2月 - 2010年12月）
- 日經BP《日經娛樂！》

「表演者的條件」（エンタテイナーの条件；2013年9月號 - ）
- 集英社《週刊Playboy》

「堂本光一 コンマ一秒の恍惚」（2016年10月 - ）

### 單行本
- 當我成為愛好者時 （僕が1人のファンになる時）   （2011年1月）

(Sony Magazines/ISBN 978-4789734493)
- 當我成為愛好者時2（僕が1人のファンになる時2）  （2014年3月14日）

- エンタテイナーの条件（2016年2月14日）

(日経BP社/ISBN 978-4-8222-7272-2)

## 取得資格
1. 1998年3月8日 鞏固用機械（壓路機）駕駛業務特別教育修畢（無限制）
2. 1998年6月21日 壘球第3種公認審判員
3. 1998年7月13日 四級小型船舶操縱士
4. 1998年9月17日 鏈鋸伐木業務特別教育修畢
5. 1998年11月13日 食品衛生責任者
6. 1999年2月8日 日本汽車聯盟競賽執照（國內B）
7. 1999年3月15日 日本汽車聯盟競賽執照（國內A）
8. 1999年4月24日 小型車輛系建設機械（整地・搬運・團積用及掘削用）駕駛業務特別教育修畢（機體重量3噸以下）
9. 1999年7月2日 日本拔河聯盟公認審判員（Single A）
10. 1999年11月10日 一級小型船舶操縱士
11. 1999年11月24日 汽鍋處理技能學習修畢（小規模汽鍋）
12. 1999年12月16日 鏟車駕駛業務特別教育修畢（最大荷重1噸以下）
13. 2000年1月19日 商品包裝統籌員
14. 2000年4月26日 電弧焊接等業務特別教育修畢
15. 2000年5月10日 日本躲避球協會公認C級審判員
16. 2000年6月1日 大型特殊汽車執照
17. 2000年7月5日 手打蕎麥麵名人資格
18. 2000年8月23日 急流拯救救助員
19. 2000年10月17日 車輛系建設機械（整地・搬運・團積及掘削用）駕駛技能學習修畢（機體重量3噸以上）
20. 2001年1月20日 拗手瓜（Arm wrestling）國內3級審判員

## 外部連結
- 堂本光一的Instagram帳戶
- 堂本光一在互联网电影资料库（IMDb）上的資料（英文）